# Distrito Escolar Independiente de Klein

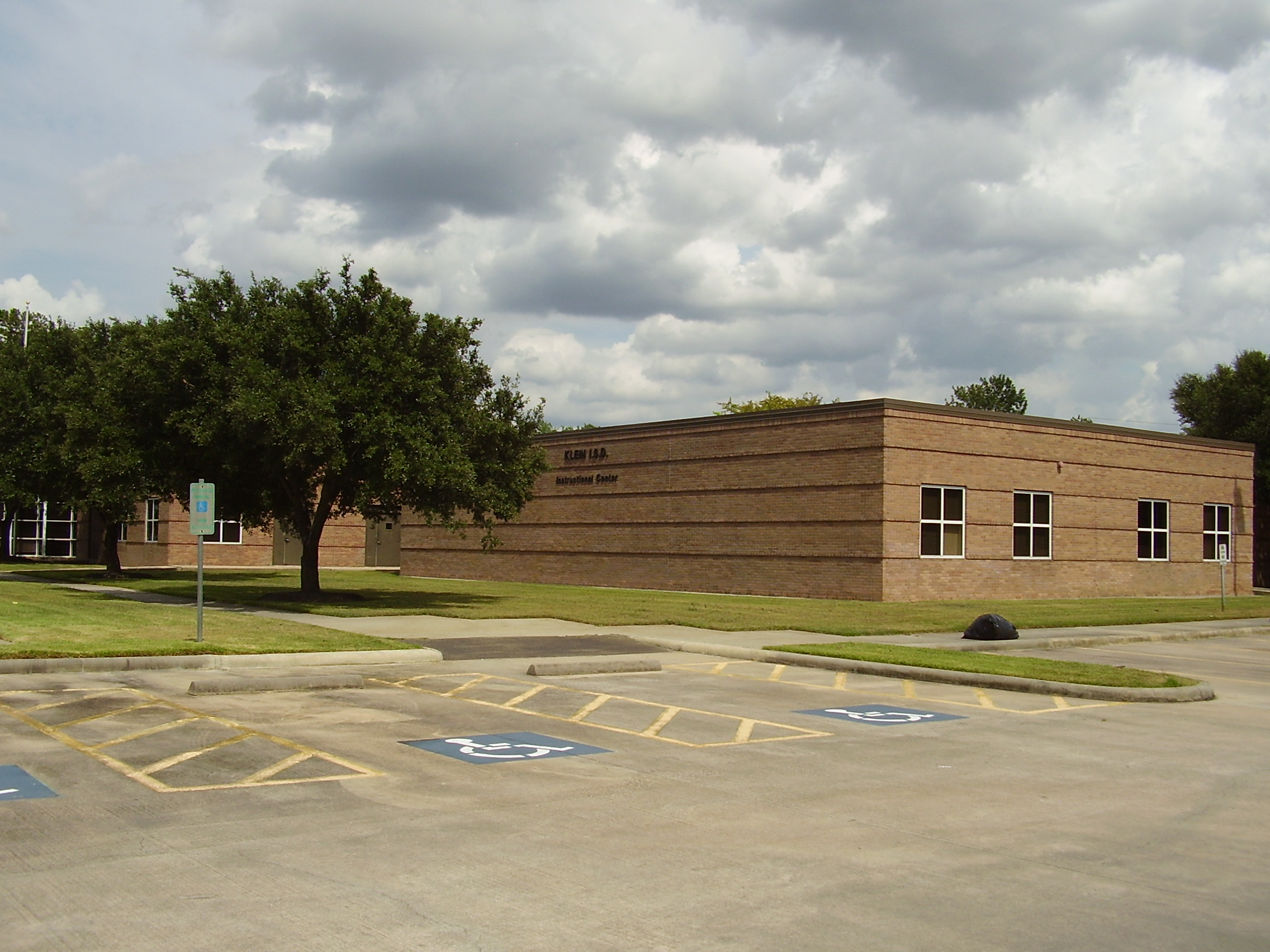
Centro de Instrucción de Klein ISD

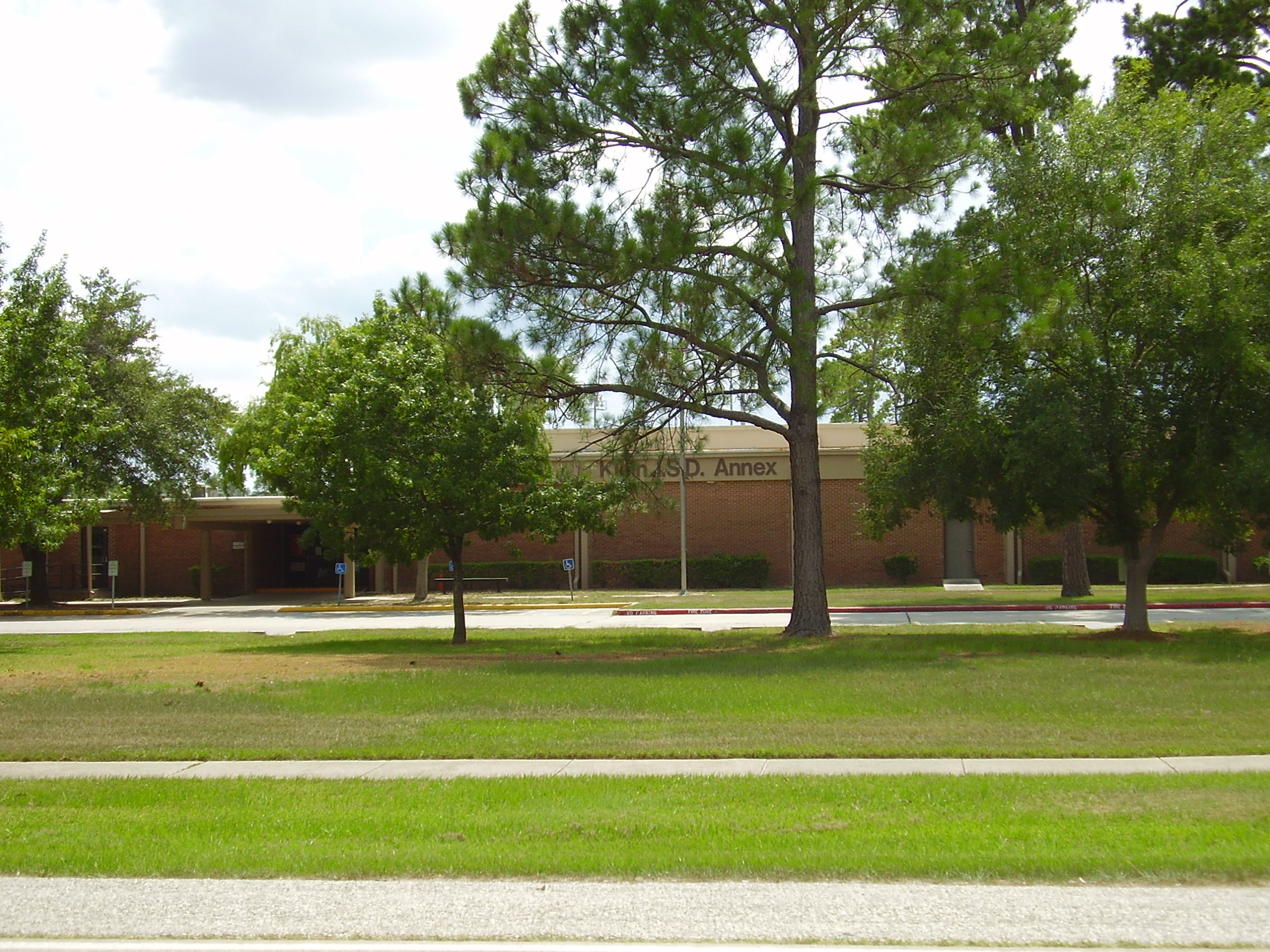
Anexo de Klein (Klein Annex) de Klein ISD

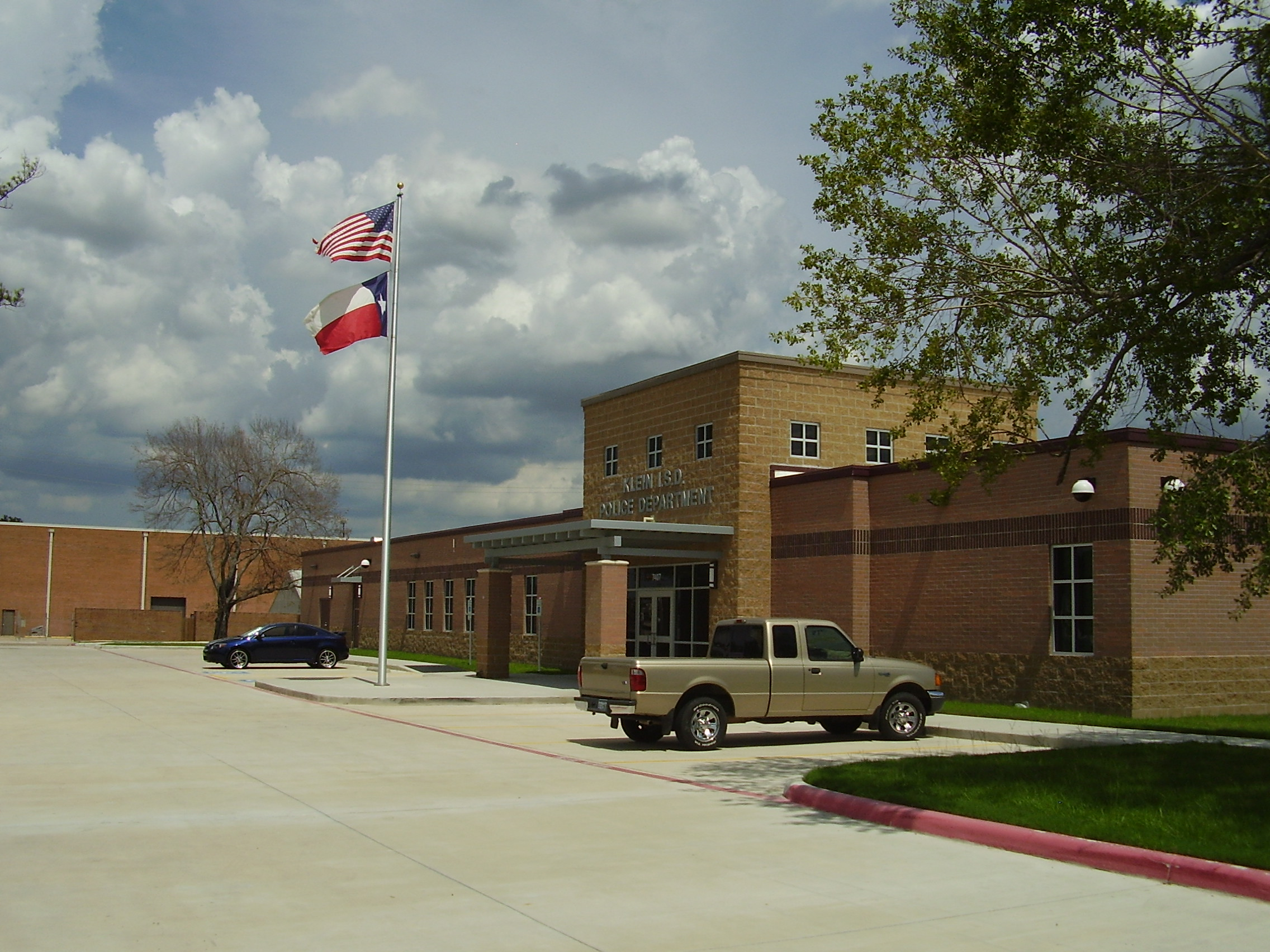
Departamento de Policía de Klein ISD

El Distrito Escolar Independiente de Klein (Klein Independent School District) es un distrito escolar de Texas. Tiene su sede en un área no incorporada del Condado de Harris. El distrito, con una superficie de 87,5 millas cuadradas en el noroeste del Condado de Harris, gestiona cinco escuelas preparatorias, diez escuelas medias, y 33 escuelas primarias. El consejo escolar del distrito tiene siete miembros. En el año 2020–2021, el distrito tiene 52,824 estudiantes.